# Pseudogobius isognathus
Pseudogobius isognathus is een straalvinnige vissensoort uit de familie van grondels (Gobiidae). De wetenschappelijke naam van de soort is voor het eerst geldig gepubliceerd in 1878 door Bleeker.